# Cyrtandra fusconervia
Cyrtandra fusconervia är en tvåhjärtbladig växtart som beskrevs av Elmer Drew Merrill. Cyrtandra fusconervia ingår i släktet Cyrtandra och familjen Gesneriaceae. Inga underarter finns listade i Catalogue of Life.